# Casas de Miravete
Casas de Miravete – gmina w Hiszpanii, w prowincji Cáceres, w Estramadurze, o powierzchni 50,16 km². W 2011 roku gmina liczyła 172 mieszkańców.